# Кунгур (Верещагинский район)
Кунгур — деревня в Верещагинском районе Пермского края. Входит в состав Бородульского сельского поселения.

## Географическое положение
Деревня расположена на реке Нижняя Рассоха, к юго-востоку от административного центра поселения, деревни Бородули.

## Население
| 2010 |
| ---- |
| 3    |

## Топографические карты
- Лист карты O-40-62 Верещагино. Масштаб: 1 : 100 000. Издание 1962 г.